# Standardne veličine fluorescentnih svjetiljki
Od uvođenja na tržište 1939., različiti tipovi fluorescentnih svjetiljki su se pojavili. Sustavno označavanje odnosi se na oblik, snagu, dužinu, boju i ostale električne i svjetlosne osobine. 

## Oznake cijevi
Svjetiljka je obično označena s oznakom F**T**, gdje je F oznaka za fluorescentna, prvi broj označava snagu u W, drugi broj je dužina u inčima, oznaka T znači da je oblik cijevni (engl. tubular), te zadnji broj označava promjer u osminama inča (ponekad je u mm, zaokruženo na najbliži broj). Tipičan promjer je T12 ili T38 (12/8 = 1 ½” ili 38.1 mm) za stambene svjetiljke sa starom magnetskom prigušnicom; te T8 ili T26 (1” ili 24.4 mm) za štedne svjetiljke s elektronskom prigušnicom; te T5 ili T16 (5/8” ili 15,875 mm) za male svjetiljke, koje mogu raditi na baterije.
| Usporedba oznaka promjera fluorescentnih cijevi | Usporedba oznaka promjera fluorescentnih cijevi | Usporedba oznaka promjera fluorescentnih cijevi | Usporedba oznaka promjera fluorescentnih cijevi | Usporedba oznaka promjera fluorescentnih cijevi | Usporedba oznaka promjera fluorescentnih cijevi | Usporedba oznaka promjera fluorescentnih cijevi                                                                                              |
| Promjer cijevi oznaka                           | Promjer cijevi oznaka                           | Promjer cijevi mjera                            | Promjer cijevi mjera                            | Promjer cijevi mjera                            | Dodatno                                         | Dodatno |
| Imperijalni sustav                              | Metrički sustav                                 | inč                                             | inč                                             | Milimetar                                       | Grlo                                            | opis |
| ----------------------------------------------- | ----------------------------------------------- | ----------------------------------------------- | ----------------------------------------------- | ----------------------------------------------- | ----------------------------------------------- | --- |
| T2                                              | ne                                              | 2/8" aprox.                                     | 2/8" aprox.                                     | 7                                               |                                                 | Osram-ove Fluorescentne Minijaturne (FM) cijevi samo                                                                                         |
| T4                                              | ne                                              | 4/8"                                            | 4/8"                                            | 12                                              | G5 2-pin                                        | Uske svjetiljke. Snaga i dužina nije standardizirana (i nisu iste) kod različitih proizvođača                                                |
| T5                                              | T16                                             | 5/8"                                            | 5/8"                                            | 15,875                                          | G5 2-pin                                        | Originalni 4–13 W raspon iz 1950-tih i ranije. Dvije nove serije visoka efikasnost (HE) 14–35 W, ivisoki izlaz (HO) 24–80 W uvedeni 1990-tih |
| T8                                              | T26                                             | 8/8"                                            | 1"                                              | 25,4                                            | G13 2-pin/jedan pin/udubljeni dvostruki kontakt | Od 1930-tih, ali više uobičajene od 1980-tih.                                                                                                |
| T9                                              | T29                                             | 9/8"                                            | 1/8"                                            | 28,575                                          |                                                 | Samo kružne fluorescentne svjetiljke |
| T12                                             | T38                                             | 12/8"                                           | 1/2"                                            | 38,1                                            | G13 2-pin/jedan pin/udubljeni dvostruki kontakt | Isto od 1930-tih, ali ne toliko efikasne kao nove.                                                                                           |
| T17                                             | ne                                              | 17/8"                                           | 21/8"                                           | 53,975                                          | Mogul 2-pin                                     | Velike za F90T17 (predgrijavanje) i F40T17/IS (Instant Start)                                                                                |
| PG17                                            | ne                                              | 17/8"                                           | 21/8"                                           | 53,975                                          | Udubljeni dvostruki kontakt                     | General Electric-ove Power Groove cijevi samo                                                                                                |

### Reflektori
Neke svjetiljke imaju unutrašnji neprozirni reflektor. Reflektor može biti od 120º do 310º u odnosu na opseg svjetiljke. Često se u oznaku dodaje slovo R, tako bi oznaka bila FR**T**. Ako uz to ima i veoma visoki izlaz (engl. very high output –VHO), onda je oznaka VHOR. 
Reflektor se koristi kada se svjetlost želi usmjeriti samo u jednom pravcu. Recimo, može se koristiti kod fluorescentnih svjetiljki za sunčanje. Unutrašnji reflektor je puno efikasniji od vanjskog. Sljedeći primjer je u industriji hrane, gdje imamo otvor, za kontrolu kvalitete. Lučne svjetiljke su imale otvor, obično 30º, da bi se svjetlo usmjerilo samo u jednom smjeru, kao kod strojeva za kopiranje.

### Uske svjetiljke
Uske svjetiljke rade s prigušnicom koja ima trenutačni start (engl. instant) i mogu se prepoznati po jednom pinu.

### Svjetiljke s visokim izlazom
Svjetiljke s visokim izlazom (engl. high output – HO) su svjetlije i troše više električne struje, imaju drukčije krajeve na pinovima, tako da se ne pomješaju s drugima, a oznaka je F**T**HO, dok je oznaka F**T**VHO za veoma visoki izlaz (engl. very high output – VHO).  

### Ostali oblici cijevi
Svjetiljke s cijevi U oblika imaju oznaku FB**T**, gdje B znači savijen (engl. bent). Ipak, obično imaju istu oznaku kao i ravne. Kružne svjetiljke imaju oznaku FC**T**, gdje C znači kružan (engl. circular), gdje je prvi broj promjer kruga, a drugi broj obično 9 za standardnu cijev 29 mm. 

### Boje
Boje se obično označavaju s WW za toplo bijele (engl. warm white), EW za neutralno bijele (engl. enhanced white), CW za hladno bijele (engl. cool white) i DW za modro bijele (engl. daylight white). Oznaka BLB je za UV fluorescentne svjetiljke (engl. blacklight-blue) koje se koriste za privlacenje komaraca. 
Tvornice Philips i Osram koriste numeričke oznake za boje. Kod fluorescentnog sloja s 3 mješavine ili više, prva oznaka označava CRI (indeks usporedbe boja). Recimo, ako je prva oznaka 8, onda je CRI otprilike 85. Zadnja dva broja označavaju temperaturu boje u kelvinima (K). Recimo, ako su zadnja dva broja 41, to znači da je temperature boje 4100 K, što predstavlja hladno bijelu boju. 
| 2700                                | Topla bijela                          | 825                                                              | 2500                                                             |  | srednje toplo bijela. | 835 | 3500 |
|                                     | neutralno bijela,malo roze.           | 845                                                              | 4500                                                             |  |                       |     |      |
|                                     | Hladno bijela (visoki CRI)            | 865                                                              | 6500                                                             |  |                       |     |      |
| Fluorescentni sloj s 3 mješavine    |                                       |                                                                  |                                                                  |  |                       |     |      |
| Numerički kod                       | Boja                                  | Približno CRI                                                    | Temperatura boje (K)                                             |  |                       |     |      |
| 827                                 | Topla bijela                          | ~85                                                              | 2700                                                             |  |                       |     |      |
| 835                                 | Bijela                                | ~85                                                              | 3500                                                             |  |                       |     |      |
| 841                                 | neutralno bijela                      | ~85                                                              | 4500                                                             |  |                       |     |      |
| 850                                 | Sunčeva svjetlost                     | ~85                                                              | 5500                                                             |  |                       |     |      |
| 865                                 | Hladno dnevno svjetlo                 | ~85                                                              | 6500                                                             |  |                       |     |      |
| 880                                 | Nebesko bijela                        | ~85                                                              | 8000                                                             |  |                       |     |      |
| Fluorescentni sloj s puno mješavina |                                       |                                                                  |                                                                  |  |                       |     |      |
| Numerički kod boje                  | Boja                                  | Približno CRI                                                    | Temperatura boje (K)                                             |  |                       |     |      |
| 927                                 | Topla bijela                          | ~95                                                              | 2700                                                             |  |                       |     |      |
| 941                                 | Hladna bijela                         | ~95                                                              | 4100                                                             |  |                       |     |      |
| 950                                 | Sunčeva svjetlost                     | ~98                                                              | 5000                                                             |  |                       |     |      |
| 965                                 | Hladno dnevno svjetlo                 | ~95                                                              | 6500                                                             |  |                       |     |      |
| Svjetiljke specijalnih namjena      |                                       |                                                                  |                                                                  |  |                       |     |      |
| Numerički kod                       | Vrsta fluorescentne svjetiljke        | Opis                                                             | Opis                                                             |  |                       |     |      |
| 05                                  | Antimikrobna fluorescentna svjetiljka | Antimikrobna fluorescentna svjetiljka, cijev od amorfnog kvarca. | Antimikrobna fluorescentna svjetiljka, cijev od amorfnog kvarca. |  |                       |     |      |
| 08                                  | UV fluorescentna svjetiljka           |                                                                  |                                                                  |  |                       |     |      |
| 09                                  | Fluorescentna svjetiljka za sunčanje  |                                                                  |                                                                  |  |                       |     |      |

## Uobičajeni odnos veličina
| Promjer cijevi u 1⁄8 inch (3.175 mm) | Nominalna dužina | Nominalna snaga |
| ------------------------------------ | ---------------- | --------------- |
| T5                                   | 6 in, 150 mm     | 4 W             |
| T5                                   | 9 in, 225 mm     | 6 W             |
| T5                                   | 12 in, 300 mm    | 8 W             |
| T5                                   | 21 in, 525 mm    | 13 W            |
| T8                                   | 18 in, 450 mm    | 15 W            |
| T12                                  | 2 ft, 600 mm     | 20 W            |
| T12                                  | 2 ft, 600 mm     | 40 W            |
| T12                                  | 4 ft, 1200 mm    | 40 W            |
| T12                                  | 5 ft, 1500 mm    | 65 W, 80 W      |
| T12                                  | 6 ft, 1800 mm    | 75 W, 85 W      |
| T12                                  | 8 ft, 2400 mm    | 125 W           |

### Europske štedne žarulje
1970-ih, Thorn Lighting je uveo na tržište zamjenske štedne žarulje, dužine 2,4 m, u Europu. Napravljene su da rade na postojeće 125 W (240 V) serijske prigušnice, ali s drugim punjenjem plina i radnim naponom, one su davale ustvari 100 W. Sa smanjenjem snage 20%, osvjetljennje se smanjilo samo 9%, pa je ipak povećalo stupanj iskorištenja. Te prve štedne žarulje, s oznakom T12, su prisutne i danas. Kasnije su se za zamjenu koristile svjetiljke T8, koje su imale novi fluorescentni sloj, s još većim stupnjem iskorištenja.
| Promjer cijevi u 1⁄8 inč (3,175 mm) | Nominalna dužina | Nominalna snaga | Opis                        |
| ----------------------------------- | ---------------- | --------------- | --------------------------- |
| T8                                  | 2 ft, 600 mm     | 18 W            | Zamjena za 2 ft T12 20 W    |
| T8                                  | 3 ft, 900 mm     | 30 W            |                             |
| T8                                  | 4 ft, 1200 mm    | 36 W            | Zamjena za 4 ft T12 40 W    |
| T8                                  | 5 ft, 1500 mm    | 58 W            | Zamjena za 5 ft T12 65 W    |
| T8                                  | 6 ft, 1800 mm    | 70 W            | Zamjena za 6 ft T12 75/85 W |
| T12                                 | 8 ft, 2400 mm    | 100 W           | Zamjena za 8 ft T12 125 W   |

## T5 svjetiljke
1990-tih, pojavile su se na tržištu T5 svjetiljke. One su konstruirane da se uklope u module od 300 mm (kao npr. montažni stropovi). One su dostupne u verziji HE – za manje snage, i HO – veće snage. Koriste se uglavnom s elektronskom prigušnicom. 
| Promjer cijevi u 1⁄8 inč (3,175 mm) | Dužina              | Snaga HE   | Snaga HO | Opis                       |
| ----------------------------------- | ------------------- | ---------- | -------- | -------------------------- |
| T5                                  | 563 mm (22,2 inč)   | 14 W       | 24 W     | Montira se u 600 mm modul  |
| T5                                  | 863 mm (34,0 inč)   | 21 W       | 39 W     | Montira se u 900 mm modul  |
| T5                                  | 1,163 mm (45,8 inč) | 28 W       | 54 W     | Montira se u 1200 mm modul |
| T5                                  | 1,463 mm (57,6 inč) | 35 W, 49 W | 80 W     | Montira se u 1500 mm modul |

### Stupanj iskorištenja
T5 svjetiljke su vrlo popularne kao štedne žarulje, jer mogu smanjiti korištenje energije više od 65%.
| 1200 mm ravna fluorescentna svjetiljka | Izlaz Lumena     |
| -------------------------------------- | ---------------- |
| 28 Watt T5                             | 2900 lumena      |
| 54 Watt T5                             | 5000 lumena      |
| 25 Watt T8                             | 2209 lumena      |
| 32 Watt T8                             | 2850-3100 lumena |
| 34 Watt T12                            | 1930-2800 lumena |
| 40 Watt T12                            | 1980-3300 lumens |

### Sadržaj žive
T5 svjetiljke imaju mali sadržaj žive. Svaka nova generacija fluorescentnih svjetiljki, ukljućujuci T5 seriju, mogu raditi s manjim sadržajem žive, ali uz veći stupanj iskorištenja. One imaju premaz koji sprječava da fluorescentni sloj upija živu.

### Cijena po lumenu
Jedna studija, koju je provela IEEE (Institute of Electrical and Electronics Engineers), je pokazala da je osvjetljenje s T5 fluorescentnim svjetiljkama, puno jeftinije rješenje, nego recimo rješenje s LED osvjetljenjem. Usporedba je izvršena između T5 fluorescentne svjetiljke i T8 LED svjetiljke, da bi se dobilo $/1000 lm. Za T5 fluorescentnu svjetiljku se dobio trošak od 3 $/1000 lm, a za T8 LED svjetiljku se dobilo 70 $/1000 lm.